# Jazz-Nekrolog 2011

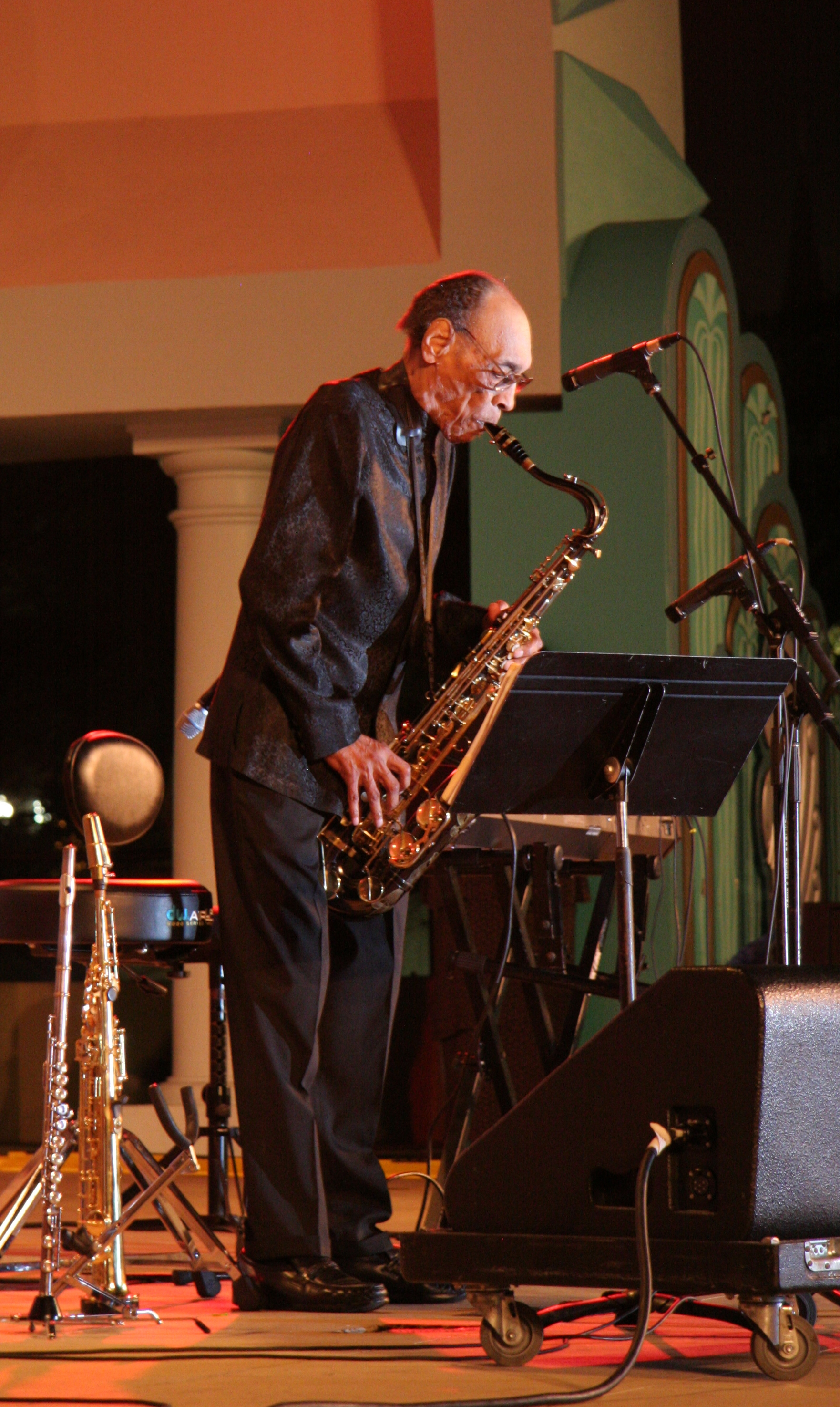
Sam Rivers
25. September 1923 bis 26. Dezember 2011

Nekrolog
◄◄
| ◄
| 2007
| 2008
| 2009
| 2010
| 2011 | 2012 | 2013 | 2014 | 2015 | ► | ►►
Weitere Ereignisse | Allgemeiner Nekrolog 2011
Die Beschreibung der verstorbenen Person sollte so kurz wie möglich gehalten sein und nur deren signifikante Tätigkeit(en) enthalten.
Neue Namen ggf. auch unter dem Geburts- und Sterbedatum, also etwa unter 1. Januar und im Geburts- und Sterbejahr (2024) eintragen (nur bei entsprechender großer Wichtigkeit). Für Beispiele siehe die schon vorhandenen Artikel.
Außerdem über die fünf zuletzt Verstorbenen, zu denen es einen ausreichend guten Artikel für eine Präsentation auf der Hauptseite gibt, nach der todesbedingten Überarbeitung der Artikel ggf. auch unter Wikipedia Diskussion:Hauptseite informieren und sie am besten auch in den anderen Wikipedia-Sprachversionen eintragen. Tipp: Regelmäßig bei news.google.de nach „ist tot“, „gestorben“ oder „verstorben“ suchen.
Wenn eine Person gestorben ist, gibt es viele Seiten zu dieser Person in der Wikipedia, die davon auch betroffen sind und entsprechend aktualisiert werden müssen. Beispiele: Namenübersichtsseite, Geburtsjahr, Geburtsort-Seiten und viele mehr.
Wie finde ich die betroffenen Seiten?
Im Suchfeld auf der linken Seite gibt man den Suchbegriff so ein: „Vorname Nachname“. Dann klickt man auf Volltext und alle Seiten mit entsprechendem Suchtext werden aufgerufen. Hier sieht man dann schnell, wo auch das Todesjahr Sinn macht oder sogar ein Teil des Artikels angepasst werden muss. Auch hilft das „Werkzeug“ auf der linken Seite sehr gut, um solche Seiten aufzufinden: „Links auf diese Seite“. Somit ist die Wikipedia wieder aktuell in allen Bereichen! Hinweis: bei Eintragung der Kategorie „Gestorben JAHR“ wird der Missbrauchsfilter 49 ausgelöst, was jedoch nicht schlimm ist. Siehe: Spezial:Missbrauchsfilter/49

## Januar
| Tag        | Name                     | Herkunft/Beruf                                                           | Alter | Beleg |
| ---------- | ------------------------ | ------------------------------------------------------------------------ | ----- | ----- |
| 31. Januar | Francis Zoro Kekana      | südafrikanischer Sänger, Musiker und Komponist                           | 72    |       |
| 29. Januar | Milton Babbitt           | US-amerikanischer Komponist und Hochschullehrer                          | 94    |       |
| 29. Januar | Tony „Ham“ Guerrero      | US-amerikanischer Trompeter und Bandleader (Tortilla Factory)            | 66    |       |
| 29. Januar | Steve Lipkins            | US-amerikanischer Trompeter                                              | 93    |       |
| 27. Januar | Charlie Callas           | US-amerikanischer Komiker, Schauspieler und Schlagzeuger                 | 86    |       |
| 27. Januar | Dick van der Capellen    | niederländischer Bassist und Komponist                                   | 91    |       |
| 26. Januar | Eddie Mordue             | britischer Saxophonist                                                   | 83    |       |
| 25. Januar | Barrie Lee Hall Jr.      | US-amerikanischer Trompeter, Arrangeur und Bandleader                    | 61    |       |
| 25. Januar | Wilfred Stroud           | US-amerikanischer Künstler, Musiker und Musikveranstalter                | 80    |       |
| 21. Januar | Eugenio Arango           | kubanischer Perkussionist und Sänger                                     | 76    |       |
| 21. Januar | Betty Smith              | britische Saxophonistin, Sängerin und Bandleaderin                       | 81    |       |
| 18. Januar | Don Ferrara              | US-amerikanischer Trompeter                                              | 82    |       |
| 17. Januar | Knut Haugsoen            | norwegischer Architekt, Pianist und Komponist                            | 75    |       |
| 15. Januar | Elsie Mae Cooper Burnett | US-amerikanische Sängerin                                                | 85    |       |
| 15. Januar | Pierre Lapijover         | französischer Fotograf                                                   | 74    |       |
| 14. Januar | Pärre Förars             | finnischer Multiinstrumentalist und Sänger                               | 84    |       |
| 14. Januar | Georgia Carroll Kyser    | US-amerikanische Sängerin (Kay Kyser Big Band), Model und Schauspielerin | 91    |       |
| 14. Januar | George Ogg               | US-amerikanischer Gitarrist                                              | 56    |       |
| 12. Januar | Jean-Pierre Battestini   | französischer Musikkritiker                                              | 73    |       |
| 12. Januar | Pat Williams             | US-amerikanischer Saxophonist                                            | 68    |       |
| 12. Januar | Ryōjirō Furusawa         | japanischer Schlagzeuger                                                 | 65    |       |
| 10. Januar | Paul Bonner              | britischer Trompeter                                                     | 62    |       |
| 10. Januar | Boško Petrović           | kroatischer Vibraphonist und Musikproduzent                              | 75    |       |
| 10. Januar | Margaret Whiting         | US-amerikanische Sängerin                                                | 86    |       |
| 9. Januar  | Josif Lukenic            | deutscher Saxophonist                                                    |       |       |
| 8. Januar  | Elfa Secioria            | indonesischer Pianist                                                    | 51    |       |
| 7. Januar  | Bobby Robinson           | US-amerikanischer Plattenladen-Besitzer                                  | 93    |       |
| 6. Januar  | Curtis Mitchell          | US-amerikanischer Bassist                                                | 84    |       |
| 6. Januar  | Richard Wiedamann        | deutscher Pianist, Musikschulleiter und Komponist                        | 78    | [ 1 ] |
| 5. Januar  | Mark Wray Bullis         | US-amerikanischer Bassist                                                | 54    |       |
| 5. Januar  | Jose „Crunchy“ Espinosa  | US-amerikanischer Saxophonist und Komponist                              | 36    |       |
| 5. Januar  | Brian Rust               | britischer Diskograf und Musikjournalist                                 | 88    |       |
| 4. Januar  | Ian Brown                | britischer Trompeter                                                     | 78    |       |
| 4. Januar  | Rod Chambers             | britischer Klarinettist                                                  | 66    |       |
| 4. Januar  | Zani Diabaté             | malischer Gitarrist und Bandleader                                       | ~63   |       |
| 4. Januar  | Jeff Jacobs              | US-amerikanischer Trompeter und Keyboarder (The Drift)                   | 41    |       |
| 4. Januar  | Mick Karn                | britischer Bassist                                                       | 52    |       |
| 3. Januar  | Geraldo Flach            | brasilianischer Pianist, Arrangeur und Komponist                         | 65    |       |
| 1. Januar  | Charles Fambrough        | US-amerikanischer Bassist, Bandleader und Komponist                      | 60    | [ 2 ] |

## Februar
| Tag         | Name                      | Herkunft/Beruf                                                         | Alter | Beleg |
| ----------- | ------------------------- | ---------------------------------------------------------------------- | ----- | ----- |
| 28. Februar | Henry „Hank“ Uribe        | US-amerikanischer Schlagzeuger                                         | 77    |       |
| 28. Februar | Hy White                  | US-amerikanischer Gitarrist                                            | 95    |       |
| 27. Februar | Olivier Magnenat          | Schweizer Bassist und Musikpädagoge                                    | 60    |       |
| 23. Februar | John Berthelot            | US-amerikanischer Komponist, Arrangeur und Musikproduzent              | ≈68   |       |
| 23. Februar | Frans Elsen               | niederländischer Pianist, Vibraphonist, Arrangeur und Komponist        | 76    |       |
| 23. Februar | Horst Mühlbradt           | deutscher Musiker, Arrangeur und Komponist                             | 81    | [ 3 ] |
| 24. Februar | Jens Winther              | dänischer Trompeter und Komponist                                      | 50    |       |
| 22. Februar | Agneta Baumann            | schwedische Sängerin                                                   | 66    |       |
| 22. Februar | Ron Hudson                | US-amerikanischer Fotograf und Autor (Right Down Front)                | 71    |       |
| 19. Februar | Ernest James „Doc“ Watson | US-amerikanischer Saxophonist                                          | 77    |       |
| 18. Februar | Shiyani Ngcobo            | südafrikanischer Gitarrist und Sänger                                  | 53    |       |
| 16. Februar | David Shapiro             | US-amerikanischer Bassist und Musikpädagoge                            | 58    |       |
| 14. Februar | George Shearing           | US-amerikanischer Pianist und Komponist                                | 91    |       |
| 13. Februar | Willi Geipel              | deutscher Jazzclub-Pächter (Jazzkeller Frankfurt)                      | 81    |       |
| 13. Februar | Walt Namuth               | US-amerikanischer Gitarrist                                            | 68    |       |
| 13. Februar | Jack Redwine              | US-amerikanischer Multiinstrumentalist, Bandleader und Musikpädagoge   | 75    |       |
| 12. Februar | Daniel Thentz             | Schweizer Trompeter, Bandleader und Gründer von Cully Jazz             | 46    |       |
| 11. Februar | Hanry Robert Swanson Jr.  | US-amerikanischer Sänger                                               | 73    |       |
| 9. Februar  | Andrzej Przybielski       | polnischer Trompeter                                                   | 66    |       |
| 8. Februar  | Eugenio Toussaint         | mexikanischer Pianist, Arrangeur und Komponist                         | 56    |       |
| 6. Februar  | Frank Gagliardi           | US-amerikanischer Schlagzeuger, Komponist und Hochschullehrer          | 79    | [ 4 ] |
| 6. Februar  | Raymond Jones             | US-amerikanischer R&B-Musiker, Bandleader, Arrangeur und Musikpädagoge | 71    |       |
| 5. Februar  | Mary Cleere Haran         | US-amerikanische Sängerin                                              | 58    |       |
| 5. Februar  | Billy Toliver             | US-amerikanischer Dichter, Schlagzeuger und Schauspieler               | 73    |       |
| 4. Februar  | Herbert Bings             | deutscher Schlagzeuger                                                 | 59    | [ 5 ] |
| 4. Februar  | Howard Lucraft            | britischer Komponist, Orchesterleiter, Arrangeur und Journalist        | 94    |       |
| 4. Februar  | Maxine Palumbo Payne      | US-amerikanische Multiinstrumentalistin, Designerin und Fotografin     | 93    |       |
| 4. Februar  | Isadore Nathaniel Parker  | US-amerikanischer Trompeter                                            | 103   |       |
| 4. Februar  | Alan Quinn                | schottischer Ingenieur und Posaunist                                   | 67    |       |
| 4. Februar  | Pepesito Reyes            | kubanischer Pianist und Komponist                                      | 95    |       |
| 3. Februar  | Tony Levin                | britischer Schlagzeuger                                                | 71    |       |
| 3. Februar  | Allen Smith               | US-amerikanischer Trompeter                                            | 85    |       |
| 3. Februar  | Bill Triglia              | US-amerikanischer Pianist                                              | 86    |       |
| 2. Februar  | James „Chops“ Jones       | US-amerikanischer Trompeter und Bassist                                | 94    |       |
| Februar     | Larry Weiss               | US-amerikanischer Kornettist und Pianist                               | 83    |       |

## März
| Tag      | Name                        | Herkunft/Beruf                                                     | Alter | Beleg                                                  |
| -------- | --------------------------- | ------------------------------------------------------------------ | ----- | ------------------------------------------------------ |
| 31. März | Bassirou Lô                 | senegalesischer Flötist                                            |       |                                                        |
| 29. März | Alin Constantiu             | rumänischer Saxophonist und Klarinettist                           | 72    |                                                        |
| 29. März | David L. Williams           | US-amerikanischer Saxophonist und Musikpädagoge                    | 81    |                                                        |
| 28. März | Bill Scarlett               | US-amerikanischer Klarinettist, Saxophonist und Hochschullehrer    | 82    |                                                        |
| 27. März | Graham Fox                  | britischer Schlagzeuger                                            |       |                                                        |
| 27. März | Johann „Hans“ Walter Stumpf | deutsch-amerikanischer Musiker, Komponist und Musikwissenschaftler | 84    |                                                        |
| 26. März | Ellen Helmus                | niederländische Flötistin und Keyboarderin                         | 53    |                                                        |
| 23. März | Tim Everton                 | britischer Musikveranstalter und Clubbesitzer                      | 59    |                                                        |
| 23. März | Henry Jerome                | US-amerikanischer Trompeter und Bigband-Leader                     | 93    |                                                        |
| 21. März | Michael Abramson            | US-amerikanischer Fotograf („Light on the South Side“)             | 62    |                                                        |
| 21. März | Pinetop Perkins             | US-amerikanischer Pianist                                          | 97    |                                                        |
| 20. März | Heinz Steinert              | österreichischer Soziologe und Jazzforscher                        | 68    |                                                        |
| 19. März | Åke Johansson               | schwedischer Pianist                                               | 74    |                                                        |
| 18. März | Woody Sonship Theus         | US-amerikanischer Schlagzeuger                                     | 58    |                                                        |
| 17. März | Kym Bonython                | australischer Impresario                                           | 90    |                                                        |
| 16. März | Armen Halburian             | US-amerikanischer Perkussionist                                    | 77    |                                                        |
| 15. März | Musa Juma                   | kenianischer Benga-Sänger                                          | 42    |                                                        |
| 15. März | Melvin Sparks               | US-amerikanischer Gitarrist                                        | 64    |                                                        |
| 14. März | John Grams                  | US-amerikanischer Hochschullehrer und Hörfunkmoderator             | 78    |                                                        |
| 12. März | Dietmar Mues                | deutscher Schauspieler, Autor und Sprecher                         | 65    | ndr.de (Memento vom 15. März 2011 im Internet Archive) |
| 12. März | Joe Morello                 | US-amerikanischer Schlagzeuger                                     | 82    |                                                        |
| 11. März | Hugh Martin                 | britischer Komponist                                               | 96    |                                                        |
| 11. März | Howard A. Roberts           | US-amerikanischer Trompeter, Sänger und Arrangeur                  | 86    |                                                        |
| 10. März | Luther „Bobby“ DeJarunett   | US-amerikanischer Gitarrist                                        | 59    |                                                        |
| 10. März | Günter Gollasch             | deutscher Klarinettist und Bandleader                              | 88    | [ 6 ]                                                  |
| 7. März  | Arnie Carruthers            | US-amerikanischer Pianist                                          | 81    |                                                        |
| 7. März  | Don Schamber                | US-amerikanischer Pianist, Komponist, Arrangeur und Musikpägagoge  | 71    |                                                        |
| 6. März  | Herman Ernest               | US-amerikanischer R&B-Schlagzeuger                                 | 59    |                                                        |
| 6. März  | Kahauanu Lake               | hawaiianischer Ukulele-Spieler                                     | 79    |                                                        |
| 6. März  | Ned Mann                    | US-amerikanischer Bassist und Produzent                            | 49    |                                                        |
| 5. März  | Bob McCoy                   | US-amerikanischer Trompeter                                        | 81    |                                                        |
| 5. März  | John Nixon                  | britischer Akkordeonist                                            | 84    |                                                        |
| 5. März  | Roger Vanhaverbeke          | belgischer Bassist                                                 | 80    |                                                        |
| 4. März  | Father Tom Vaughn           | US-amerikanischer Pianist und Priester                             | 74    |                                                        |
| 2. März  | Erling Kroner               | dänischer Posaunist und Komponist                                  | 67    |                                                        |

## April
| Tag       | Name                      | Herkunft/Beruf                                                       | Alter | Beleg |
| --------- | ------------------------- | -------------------------------------------------------------------- | ----- | ----- |
| 28. April | Dave Marcellin            | Trinidader Pianist, Keyboarder und Bandleader                        | 56    |       |
| 26. April | Jimmy Foster              | US-amerikanischer Gitarrist und Gitarrenbauer                        | 62    |       |
| 26. April | Eddie Mordue              | britischer Saxophonist                                               | 83    |       |
| 26. April | Phoebe Snow               | US-amerikanische Sängerin und Komponistin                            | 60    |       |
| 23. April | Sam Henry Jr.             | US-amerikanischer Pianist und Musikpädagoge                          | 71    |       |
| 23. April | Ed Nuccilli               | US-amerikanischer Trompeter, Komponist, Arrangeur und Bigband-Leader | 86    |       |
| 23. April | Eddie Tolck               | US-amerikanischer Vibraphonist                                       | 85    |       |
| 21. April | Anne Bushnell             | irische Sängerin                                                     | 72    |       |
| 17. April | Ray Smith                 | britischer Schallplattenladen-Besitzer                               | 76    |       |
| 17. April | Klaus-Rudolf Elleringmann | deutscher Pianist                                                    | 85    |       |
| 16. April | Duke Ngcukana             | südafrikanischer Saxophonist und Lehrer                              | 63    |       |
| 14. April | Melvin Fields             | US-amerikanischer Musiker und Musikmanager, Bruder von Herbie Fields | 88    |       |
| 14. April | I Wayan Sadra             | indonesischer Multiinstrumentalist                                   | 56    |       |
| 13. April | Ben Andrews               | US-amerikanischer Gitarrist und Sänger                               | 51    |       |
| 13. April | Paul G. Deker             | deutscher Fotograf                                                   | ≈67   |       |
| 13. April | Alan C. Webber            | US-amerikanischer Posaunist                                          | 85    |       |
| 12. April | Louis Joseph Brown Jr.    | US-amerikanischer Banjoist, Sänger und Bandleader                    | 85    |       |
| 12. April | Jack V. Buerkle           | US-amerikanischer Musiker, Autor und Rundfunkmoderator               | 87    |       |
| 12. April | Tony Dannon               | US-amerikanischer Akkordeonist, Arrangeur, Komponist und Autor       | 87    |       |
| 12. April | Donald Mayberry           | US-amerikanischer Bassist und Produzent                              | 60    |       |
| 11. April | Billy Bang                | US-amerikanischer Violinist                                          | 63    |       |
| 11. April | Lacy Gibson               | US-amerikanischer Bluesmusiker                                       | 74    |       |
| 11. April | Denny Solo                | kanadischer Schlagzeuger                                             | 58    |       |
| 9. April  | Orrin Tucker              | US-amerikanischer Bigband-Leader                                     | 100   |       |
| 9. April  | Randy Wood                | US-amerikanischer Musikproduzent (Dot Records)                       | 94    |       |
| 7. April  | François Chassagnite      | französischer Trompeter und Sänger                                   | 55    |       |
| 6. April  | Morton Silver             | US-amerikanischer Holzbläser                                         | 65    |       |
| 4. April  | Alexander Loulakis        | deutscher Unternehmer und Mäzen („Schellack-Papst“)                  | 86    |       |
| 4. April  | George Sementovsky        | US-amerikanischer Pianist und Hochschullehrer                        | 88    |       |
| 4. April  | Daniel N. Tobler          | Schweizer Manager und Musikveranstalter                              | 71    |       |
| 2. April  | James Wade Mouton         | US-amerikanischer Pianist, Musikpädagoge und Maler                   | 85    |       |
| 1. April  | Daniel John Mastri        | kanadischer Bassist                                                  | 93    |       |

## Mai
| Tag         | Name                           | Herkunft/Beruf                                                              | Alter | Beleg |
| ----------- | ------------------------------ | --------------------------------------------------------------------------- | ----- | ----- |
| ≈ 31. Mai   | Dave Connolly                  | britischer Trompeter und Bandleader                                         |       |       |
| 31. Mai     | George Sawaya                  | US-amerikanischer Saxophonist und Klarinettist                              | 83    |       |
| vor 31. Mai | Rudy Williams                  | US-amerikanischer Trompeter                                                 | 70    |       |
| 30. Mai     | Richard Applegate (Dick Blake) | US-amerikanischer Pianist                                                   | 73    |       |
| 28. Mai     | Alys Robi                      | kanadische Sängerin                                                         | 88    |       |
| 28. Mai     | Manfred Moch                   | deutscher Trompeter und Vibraphonist                                        | 81    |       |
| 27. Mai     | Gil Scott-Heron                | US-amerikanischer Musiker und Dichter                                       | 62    |       |
| 25. Mai     | Larry Kinley                   | US-amerikanischer Schauspieler und Sänger                                   | 68    |       |
| 22. Mai     | Bill Donahoe                   | US-amerikanischer Kornettist                                                | 83    |       |
| 21. Mai     | Bill Bardin                    | US-amerikanischer Posaunist                                                 |       |       |
| 21. Mai     | Louis W. „Fuzzy“ Kane          | US-amerikanischer Pianist                                                   | 79    |       |
| 21. Mai     | Martin Winch                   | neuseeländischer Gitarrist                                                  | 62    |       |
| 19. Mai     | Joe Mogotsi                    | südafrikanischer Singer-Songwriter                                          | 86    |       |
| 18. Mai     | Frank L. Lacy                  | US-amerikanischer Gitarrist, Musikpädagoge und Vater von Frank Lacy         | 87    |       |
| 16. Mai     | Raddy Ferreira                 | srilankisch-australischer Bandleader                                        | 65    |       |
| 16. Mai     | Jim Rothermel                  | US-amerikanischer Saxophonist, Klarinettist und Flötist                     | 69    |       |
| 15. Mai     | Bob Flanigan                   | US-amerikanischer Sänger, Bassist und Posaunist                             | 84    |       |
| 13. Mai     | Bruce Ricker                   | US-amerikanischer Dokumentarfilmer und Produzent                            | 68    |       |
| 12. Mai     | Lloyd Knibb                    | jamaikanischer Ska-Schlagzeuger                                             | 80    |       |
| 12. Mai     | Kevin Savin                    | britischer Banjoist                                                         |       |       |
| 11. Mai     | Donald B. Adcock               | US-amerikanischer Flötist und Musikpädagoge                                 | 85    |       |
| 11. Mai     | George Botts Sr.               | US-amerikanischer Saxophonist                                               | 83    |       |
| 11. Mai     | Snooky Young                   | US-amerikanischer Trompeter, Flügelhornist, Saxophonist und Sänger          | 92    |       |
| 10. Mai     | Zim Ngqawana                   | südafrikanischer Saxophonist, Flötist und Perkussionist                     | 51    |       |
| 8. Mai      | Cornell Dupree                 | US-amerikanischer Gitarrist                                                 | 68    |       |
| 8. Mai      | Mike Ridley                    | US-amerikanischer Trompeter                                                 | 72    |       |
| 7. Mai      | Janie Harris                   | US-amerikanische Musikproduzentin, -veranstalterin und Frau von Gene Harris | 66    |       |
| 6. Mai      | Alan Frank                     | US-amerikanischer Violinist, Pianist, Disk-Jockey und Moderator             | 84    |       |
| 6. Mai      | Morty Jacobs                   | US-amerikanischer Pianist, Arrangeur und Komponist                          | 93    |       |
| 6. Mai      | Kurt Maas                      | deutscher Musiker, Dozent und Versandhändler                                | 68    |       |
| 6. Mai      | Allan H. Young                 | US-amerikanischer Musiker und Komponist                                     | 60    |       |
| 5. Mai      | Les Moore                      | britischer Banjoist und Euphonium-Spieler                                   | 75    |       |
| 4. Mai      | Velzoe Brown                   | US-amerikanische Pianistin                                                  | 101   |       |
| 4. Mai      | Gary Miller                    | US-amerikanischer Pianist, Organist und Hochschullehrer                     |       |       |
| 3. Mai      | Jochen Bosak                   | deutscher Pianist                                                           | 70    | [ 7 ] |
| 3. Mai      | Odell Brown                    | US-amerikanischer Organist und Songwriter                                   | 71    |       |
| 3. Mai      | Jaap Wijnands                  | niederländischer Posaunist, Sänger und Arrangeur                            | 75    |       |
| 2. Mai      | Ernest Mothle                  | südafrikanischer Bassist, Sänger und Komponist                              | 69    |       |
| 1. Mai      | Kittie Doswell                 | US-amerikanische Sängerin                                                   | 72    | [ 8 ] |

## Juni
| Tag      | Name                  | Herkunft/Beruf                                                    | Alter | Beleg |
| -------- | --------------------- | ----------------------------------------------------------------- | ----- | ----- |
| 30. Juni | Richard Accart        | französischer Saxophonist                                         | 68    |       |
| 30. Juni | Eric J. Schwarz       | US-amerikanischer Pianist                                         | 48    |       |
| 28. Juni | Carl Neilsen          | dänisch-irischer Musiker                                          |       |       |
| 27. Juni | Ken Coulbeck          | britischer Trompeter und Bandleader                               | 82    |       |
| 27. Juni | Ian Wheeler           | britischer Saxophonist und Klarinettist                           | 80    |       |
| 23. Juni | Gaye Delorme          | kanadischer Gitarrist                                             | 64    |       |
| 23. Juni | Mike Montgomery       | US-amerikanischer Pianist, Jazzforscher und Pianoroll-Sammler     | 77    |       |
| 23. Juni | Fred Steiner          | US-amerikanischer Filmkomponist (Mannix, Twilight Zone)           | 88    |       |
| 20. Juni | Ken Coulbeck          | US-amerikanischer Trompeter                                       | 82    |       |
| 20. Juni | Ottilie Patterson     | nordirische Sängerin                                              | 79    |       |
| 19. Juni | Jimmie Luigi          | US-amerikanischer Trompeter                                       | 85    |       |
| 18. Juni | Clarence Clemons      | US-amerikanischer Saxophonist                                     | 69    |       |
| 17. Juni | George H. Hall        | US-amerikanischer Saxophonist, Klarinettist und Musikpädagoge     | 81    |       |
| 17. Juni | Edward Kenyon         | US-amerikanischer Schlagzeuger                                    | 84    |       |
| 15. Juni | Mae Wheeler           | US-amerikanische Sängerin und Musikveranstalterin                 | 77    |       |
| 14. Juni | Mary Birt             | US-amerikanische Sängerin, Fernsehproduzentin und Naturschützerin | 67    |       |
| 14. Juni | Bill Hemmans          | US-amerikanischer Saxophonist                                     | ≈69   |       |
| 13. Juni | Dave McMurdo          | kanadischer Posaunist, Komponist und Arrangeur                    | 67    |       |
| 12. Juni | Hilton Mambo          | simbabwischer Rundfunkmoderator                                   | 60    |       |
| 10. Juni | James Fick            | US-amerikanischer Arzt, Arrangeur, Klarinettist und Saxophonist   | 88    |       |
| 10. Juni | György Szabados       | ungarischer, Arzt, Pianist und Komponist                          | 71    |       |
| 10. Juni | Jeanne Woodall        | US-amerikanische Sängerin                                         | 65    |       |
| 8. Juni  | Alan Rubin            | US-amerikanischer Trompeter                                       | 68    |       |
| 7. Juni  | Rudy Salvini          | US-amerikanischer Trompeter und Bandleader                        | 86    |       |
| 6. Juni  | Nils-Bertil Dahlander | schwedischer Schlagzeuger                                         | 83    |       |
| 5. Juni  | Fred Baker            | US-amerikanischer Filmemacher, Schauspieler und Jazzmusiker       | 78    |       |
| 5. Juni  | Martti Lappalainen    | finnischer Orchesterleiter und Festivalveranstalter               | 69    |       |
| 3. Juni  | Benny Spellman        | US-amerikanischer R&B-Sänger                                      | 79    |       |
| 2. Juni  | Ray Bryant            | US-amerikanischer Pianist                                         | 79    |       |

## Juli
| Tag      | Name                    | Herkunft/Beruf                                                               | Alter | Beleg |
| -------- | ----------------------- | ---------------------------------------------------------------------------- | ----- | ----- |
| 31. Juli | Jabulani Bitu           | simbabwischer Gitarrist                                                      | 53    |       |
| 31. Juli | Tom Garvin              | US-amerikanischer Pianist, Arrangeur, Komponist und Produzent                | 67    |       |
| 31. Juli | Gene Hughes             | US-amerikanischer Bassist und Musikproduzent                                 | 47    |       |
| 31. Juli | Habel Kifoto            | kenianischer Bandleader (Maroon Commandos)                                   |       |       |
| 31. Juli | Cleo Elaine Napier      | US-amerikanische Pianistin                                                   | 98    |       |
| 31. Juli | Ljubiša Stojanović      | serbischer Sänger                                                            | 59    |       |
| 29. Juli | Gene McDaniels          | US-amerikanischer Sänger und Songwriter (Compared to What)                   | 76    |       |
| 29. Juli | Richard G. Synder       | US-amerikanischer Saxophonist                                                | 95    |       |
| 29. Juli | Agnes Varis             | US-amerikanische Industrielle und Mäzenin (Musicians in the Schools Program) | 81    |       |
| 27. Juli | George Graham           | US-amerikanischer Trompeter                                                  | 74    |       |
| 26. Juli | Joe Arroyo              | kolumbianischer Sänger                                                       | 55    |       |
| 26. Juli | Frank Foster            | US-amerikanischer Saxophonist, Arrangeur und Komponist                       | 82    |       |
| 25. Juli | Malcolm Higgins         | schottischer Trompeter und Sänger                                            | 79    |       |
| 24. Juli | Harald Johnsen          | norwegischer Bassist                                                         | 41    |       |
| 23. Juli | Mel Culbertson          | französischer Tubist und Hochschullehrer                                     | 65    |       |
| 23. Juli | Fran Landesman          | US-amerikanische Liedtexterin (Spring Can Really Hang You Up the Most)       | 83    |       |
| 23. Juli | Amy Winehouse           | britische Sängerin und Songwriterin                                          | 27    |       |
| 20. Juli | Eugene Carinci          | US-amerikanischer Saxophonist, Musikpädagoge und Bandleader                  | 59    |       |
| 20. Juli | Jesse E. Cooley Jr.     | US-amerikanischer Schlagzeuger                                               | 79    |       |
| 20. Juli | Kanté Manfila           | guineischer Gitarrist und Komponist                                          | 65    |       |
| 19. Juli | Lil Greenwood           | US-amerikanische Sängerin                                                    | 86    |       |
| 19. Juli | Pat Rosalia             | US-amerikanische Sängerin                                                    | 67    |       |
| 18. Juli | Charles Chapman         | US-amerikanischer Gitarrist und Hochschullehrer                              | 60    |       |
| 18. Juli | Jerry „Bokilo“ Malékani | kongolesischer Gitarrist                                                     |       |       |
| 18. Juli | Sid Cooper              | US-amerikanischer Saxophonist, Flötist und Klarinettist                      | 92    |       |
| 17. Juli | Janet Beaman            | US-amerikanische Sängerin und Promoterin                                     | 52    |       |
| 17. Juli | Gil Bernal              | US-amerikanischer Tenorsaxophonist und Sänger                                | 80    |       |
| 17. Juli | Hawe Schneider          | deutscher Posaunist, Sänger, Bandleader und Autor                            | 81    |       |
| 17. Juli | Alex Steinweiss         | US-amerikanischer Grafikdesigner                                             | 94    |       |
| 17. Juli | Joe Lee Wilson          | US-amerikanischer Sänger                                                     | 75    |       |
| 15. Juli | Eric Delaney            | britischer Schlagzeuger und Bandleader                                       | 87    |       |
| 14. Juli | Poul Godske             | dänischer Pianist, Vibraphonist und Komponist                                | 82    | [ 9 ] |
| 13. Juli | Adam Chisvo             | zimbabwischer Perkussionist und Mbira-Spieler                                | 47    |       |
| 13. Juli | François Cahen          | französischer Pianist                                                        | 66    |       |
| 13. Juli | Jerry Ragovoy           | US-amerikanischer Songwriter und Musikproduzent                              | 80    |       |
| 9. Juli  | Pernambuco do Pandeiro  | brasilianischer Pandeirospieler                                              | 87    |       |
| 9. Juli  | Dick Fadale             | US-amerikanischer Pianist, Arrangeur und Bandleader                          | 83    |       |
| 8. Juli  | Billy Blanco            | brasilianischer Komponist                                                    | 87    |       |
| 8. Juli  | Ed DuBrule              | US-amerikanischer Bassist                                                    | 92    |       |
| 7. Juli  | T. Lux Feininger        | deutsch-amerikanischer Fotograf, Maler und Jazzmusiker                       | 101   |       |
| 5. Juli  | Alphonso Mizell         | US-amerikanischer Musikproduzent und Songwriter                              | 68    |       |
| 2. Juli  | Alvin Mitchell          | US-amerikanischer Saxophonist                                                | 92    |       |
| 2. Juli  | Paul Weeden             | US-amerikanischer Gitarrist                                                  | 88    |       |
| 1. Juli  | Lyle Harris             | US-amerikanischer Gitarrist                                                  | 77    |       |
| 1. Juli  | Ahmad Mansour           | iranisch-amerikanischer Gitarrist                                            | 51    |       |

## August
| Tag        | Name                    | Herkunft/Beruf                                               | Alter | Beleg |
| ---------- | ----------------------- | ------------------------------------------------------------ | ----- | ----- |
| 30. August | Wolfgang Lauth          | deutscher Pianist, Komponist und Bandleader                  | 80    |       |
| 29. August | David Honeyboy Edwards  | US-amerikanischer Blues-Musiker                              | 96    |       |
| 29. August | Pearl Thurston Brown    | US-amerikanische Sängerin und Pianistin                      | 84    |       |
| 28. August | Nicolas Sagar           | britischer Pianist und Keyboarder                            | 33    |       |
| 24. August | Jack Hayes              | US-amerikanischer Komponist und Arrangeur                    | 92    |       |
| 24. August | Mason „Country“ Thomas  | US-amerikanischer Multiinstrumentalist                       | 85    |       |
| 22. August | Jean-Charles Capon      | französischer Cellist                                        | 75    |       |
| 22. August | Jerry Leiber            | US-amerikanischer Musikproduzent und Songwriter (Hound Dog)  | 78    |       |
| 20. August | Ross Barbour            | US-amerikanischer Sänger und Mitbegründer der Four Freshmen  | 82    |       |
| 16. August | Wedeli Köhler           | deutscher Geiger                                             | 62    |       |
| 16. August | Ed Schipper             | US-amerikanischer Vibraphonist und Bandleader                | 64    |       |
| 15. August | Allain Leprest          | französischer Sänger                                         | 57    |       |
| 15. August | Tommy Melville          | britischer Saxophonist                                       | 85    |       |
| 13. August | Günter „Mack“ Mackowiak | deutscher Posaunist und Pianist                              | 73    |       |
| 12. August | Alan Adams              | US-amerikanischer Posaunist                                  | 74    |       |
| 11. August | Richard Turner          | britischer Trompeter                                         | 27    |       |
| 10. August | Moraíto Chico           | spanischer Flamenco-Gitarrist                                | 54    |       |
| 9. August  | Jeanne Carroll          | US-amerikanische Sängerin                                    | 80    |       |
| 8. August  | Max Hartstein           | US-amerikanischer Bassist, Künstler und Anti-Drogen-Aktivist | 82    |       |
| 7. August  | Jiří Traxler            | tschechisch-kanadischer Pianist, Komponist und Arrangeur     | 99    |       |
| 4. August  | Henk Alkema             | niederländischer Komponist, Arrangeur und Pianist            | 66    |       |
| 4. August  | Dale Beacock            | US-amerikanischer Saxophonist                                | 81    |       |
| 2. August  | DeLois Barrett Campbell | US-amerikanische Gospelsängerin                              | 85    |       |

## September
| Tag               | Name                     | Herkunft/Beruf                                            | Alter | Beleg |
| ----------------- | ------------------------ | --------------------------------------------------------- | ----- | ----- |
| 30. September     | Tiny Joe Eleazer         | US-amerikanischer Sänger                                  | 77    |       |
| 27. September     | Joel DiBartolo           | US-amerikanischer Bassist und Hochschullehrer             | 65    |       |
| 26. September     | Uan Rasey                | US-amerikanischer Trompeter                               | 90    |       |
| 26. September     | Jessy Dixon              | US-amerikanischer Gospelmusiker                           | 73    |       |
| 26. September     | Harry Muskee             | niederländischer Blues-Sänger                             | 70    |       |
| 24. September     | Jake Ruppenthal          | US-amerikanischer Gitarrist                               | 98    |       |
| 23. September     | Norikatsu Koreyasu       | japanischer Bassist                                       |       |       |
| 22. September     | Micky Correa             | indischer Bigband-Leader                                  | 97    |       |
| 20. September     | Frank Driggs             | US-amerikanischer Autor, Jazzhistoriker und Produzent     | 81    |       |
| 19. September     | David Carrick            | britischer Trompeter                                      | 75    |       |
| 19. September     | Johnny Răducanu          | rumänischer Bassist, Pianist, Arrangeur und Komponist     | 79    |       |
| 19. September     | Murray Bloom             | US-amerikanischer Autor, Arrangeur, Musiker and Produzent | 72    |       |
| 19. September     | Hal Roach                | US-amerikanischer Pianist                                 | 82    |       |
| vor 18. September | Malombo Mmereki          | botswanischer Sänger                                      | 60    |       |
| 17. September     | Kimball Allen            | US-amerikanischer Clubbesitzer                            | 91    |       |
| 17. September     | Edgar „Koyang“ Avenir    | philippinischer Gitarrist und Arrangeur                   | 61    |       |
| 17. September     | Chuck Miller             | US-amerikanischer Trompeter und Hochschullehrer           | 67    |       |
| 13. September     | Philip-Gale-Stiers       | US-amerikanischer Saxophonist und Klarinettist            | 78    |       |
| 12. September     | Dinah Kaye               | schottische Sängerin                                      | 87    |       |
| 9. September      | Graham Collier           | britischer Komponist, Bassist, Autor und Bandleader       | 74    |       |
| 9. September      | Tommy Stanziola          | US-amerikanischer Saxophonist und Klarinettist            | 89    |       |
| 7. September      | Kenneth Kalina           | US-amerikanischer Saxophonist und Musikpädagoge           | 83    |       |
| 7. September      | Eddie Marshall           | US-amerikanischer Schlagzeuger                            | 73    |       |
| 7. September      | Christopher Small        | neuseeländischer Musikwissenschaftler und Autor           | 84    |       |
| 6. September      | Wardell Quezergue        | US-amerikanischer Arrangeur und Produzent                 | 81    |       |
| 5. September      | Ken Ramage               | schottischer Promoter und Gründer des Nairn Jazz Festival | 79    |       |
| 3. September      | Marjorie Loreen McIntosh | US-amerikanische Sängerin                                 | 97    |       |
| 3. September      | Finn Martin              | schwedischer Saxophonist                                  | 49    |       |

## Oktober
| Tag         | Name                     | Herkunft/Beruf                                                      | Alter | Beleg  |
| ----------- | ------------------------ | ------------------------------------------------------------------- | ----- | ------ |
| 30. Oktober | Ray Gill                 | US-amerikanischer Saxophonist, Bandleader und Musikpädagoge         | 85    |        |
| 30. Oktober | Amédée Pierre            | ivorischer Sänger                                                   | 74    |        |
| 29. Oktober | Daryl „Flea“ Campbell    | US-amerikanischer Trompeter                                         | 87    |        |
| 28. Oktober | Beryl Davis              | US-amerikanische Sängerin                                           | 87    |        |
| 28. Oktober | Walter Norris            | US-amerikanischer Pianist und Hochschullehrer                       | 79    |        |
| 28. Oktober | Gerhard Sterr            | deutscher Pianist und Arrangeur der Hot Dogs                        | 78    |        |
| 27. Oktober | Phil Pollard             | US-amerikanischer Schlagzeuger                                      | 44    |        |
| 26. Oktober | Jerry Boquet             | US-amerikanischer Saxophonist                                       | 79    |        |
| 24. Oktober | Kohji Fujika             | japanischer Klarinettist                                            | 78    |        |
| 23. Oktober | William Franklin Lee III | US-amerikanischer Pianist, Komponist, Arrangeur und Hochschullehrer | 82    | [ 10 ] |
| 22. Oktober | Edmondo Ros              | trinidadischer Schlagzeuger, Sänger und Bandleader                  | 100   |        |
| 20. Oktober | Billy Diamond            | US-amerikanischer R&B-Bassist, Promoter und Manager                 | 95    |        |
| 19. Oktober | Earl Gilliam             | US-amerikanischer Bluespianist                                      | 81    |        |
| 19. Oktober | Mickey Goldsen           | US-amerikanischer Musikverleger                                     | 99    |        |
| 19. Oktober | Lars Sjösten             | schwedischer Pianist und Komponist                                  | 70    |        |
| 18. Oktober | Reginald Curry           | US-amerikanischer Bassist                                           | 59    |        |
| 17. Oktober | Kimball Allen            | US-amerikanischer Clubbesitzer (Kimball’s East)                     | 91    |        |
| 17. Oktober | Carl Mcleod              | jamaikanischer Schlagzeuger                                         |       |        |
| 16. Oktober | Pete Rugolo              | US-amerikanischer Komponist und Arrangeur                           | 95    |        |
| 15. Oktober | Tongai „Dhewa“ Moyo      | zimbabwischer Sänger                                                | 43    |        |
| 13. Oktober | Marty Harris             | US-amerikanischer Pianist                                           | 77    |        |
| 11. Oktober | George Buford            | US-amerikanischer Harmonikaspieler                                  | 81    |        |
| 11. Oktober | Harold Davison           | britischer Impresario                                               | 89    |        |
| 11. Oktober | Freddie Gruber           | US-amerikanischer Schlagzeuger                                      | 84    |        |
| 11. Oktober | Taku Mafika              | simbabwischer Mbira-Spieler                                         | 27    |        |
| 11. Oktober | André Mingas             | angolanischer Gitarrist, Sänger und Botschafter                     | 61    |        |
| 11. Oktober | Louie Shapiro            | US-amerikanischer Saxophonist                                       |       |        |
| 10. Oktober | Lucy Ann Polk            | US-amerikanische Sängerin                                           | 84    |        |
| 9. Oktober  | Teodor Cosma             | rumänischer Pianist und Orchesterleiter                             | 101   |        |
| 9. Oktober  | George Reed              | US-amerikanischer Schlagzeuger                                      | 89    |        |
| 9. Oktober  | Piet Noordijk            | niederländischer Saxophonist                                        | 79    |        |
| 8. Oktober  | Roger Williams           | US-amerikanischer Pianist                                           | 87    |        |
| 7. Oktober  | Bill Greenow             | britischer Saxophonist                                              | 71    |        |
| 7. Oktober  | James „Biddy“ Wood       | US-amerikanischer Musikveranstalter                                 | 87    |        |
| 6. Oktober  | Bess Bonnier             | US-amerikanische Pianistin                                          | 83    |        |
| 5. Oktober  | Bert Jansch              | britischer Gitarrist                                                | 67    |        |
| 4. Oktober  | Daisy DeBolt             | kanadische Musikerin und Singer-Songwriterin                        | 66    |        |
| 1. Oktober  | David Bedford            | britischer Komponist                                                | 74    |        |
| 1. Oktober  | Butch Ballard            | US-amerikanischer Schlagzeuger                                      | 92    |        |

## November
| Tag             | Name                                    | Herkunft/Beruf                                               | Alter | Beleg  |
| --------------- | --------------------------------------- | ------------------------------------------------------------ | ----- | ------ |
| 30. November    | J. Blackfoot (John Colbert)             | US-amerikanischer R&B-Sänger                                 | 65    |        |
| 30. November    | Walt Ketchum                            | US-amerikanischer Trompeter                                  | 79    |        |
| 30. November    | Don Lydiatt                             | britischer Klarinettist                                      | 84    |        |
| 28. November    | Stephen Franckevich                     | US-amerikanischer Trompeter                                  | 57    | [ 11 ] |
| 27. November    | Sultan Khan                             | indischer Sarangispieler und Sänger                          | 71    |        |
| 27. November    | Judd Woldin                             | US-amerikanischer Pianist und Komponist                      | 86    |        |
| 26. November    | Phyllis Campbell („Mama Jazz“)          | US-amerikanische Hörfunkmoderatorin                          | 89    |        |
| 25. November    | Coco Robicheaux (Curtis John Arceneaux) | US-amerikanischer Sänger, Gitarrist und Posaunist            | 64    |        |
| 25. November    | Heinz Schönberger                       | deutscher Musiker und Orchesterleiter                        | 85    |        |
| 24. November    | Ross McManus                            | britischer Trompeter und Sänger                              | 84    |        |
| 23. November    | Hassan Abdullah (Stanley Barber)        | US-amerikanischer Saxophonist und Jazzhistoriker             | 59    |        |
| 23. November    | Art Hillery                             | US-amerikanischer Pianist, Organist und Komponist            |       |        |
| 22. November    | Paul Motian                             | US-amerikanischer Schlagzeuger und Bandleader                | 80    |        |
| 22. November    | Hans Reichel                            | Deutscher Gitarrist                                          | 62    |        |
| 22. November    | Kristian Schultze                       | deutscher Keyboarder, Arrangeur und Komponist                | 66    |        |
| 21. November    | Wilson Padmos                           | kanadischer Musikproduzent, Komponist und Pianist            |       |        |
| 21. November    | David Richard Pierce Sr.                | US-amerikanischer Gitarrist                                  | 75    |        |
| 21. November    | Roberto Spizzichino                     | italienischer Schlagzeuger und Kunsthandwerker               | 67    |        |
| 20. November    | Erich Bachträgl                         | österreichischer Schlagzeuger und Komponist                  | 67    |        |
| 20. November    | Billy James                             | US-amerikanischer Schlagzeuger                               | 72    |        |
| 20. November    | Russell Garcia                          | US-amerikanischer Komponist und Arrangeur                    | 95    |        |
| 19. November    | Raymond Fonsèque                        | französischer Posaunist, Tubist und Arrangeur                | 80    |        |
| 19. November    | Ladi Geisler                            | deutscher Gitarrist und Bassgitarrist                        | 83    |        |
| 19. November    | Willard Tyler Sr.                       | US-amerikanischer Trompeter                                  | 95    |        |
| 13. November    | Yvonne „Dixie“ Fasnacht                 | US-amerikanische Sängerin, Klarinettistin und Clubbesitzerin | 101   |        |
| 13. November    | Lucien Oliver Jourdan                   | US-amerikanischer Bassist und Sänger                         | 93    |        |
| 11. November    | Michael Garrick                         | britischer Pianist und Komponist                             | 78    |        |
| 11. November    | Peter Narváez                           | kanadischer Gitarrist und Musikethnologe                     | 71    |        |
| 10. November    | Daniela D’Ercole                        | italienische Sängerin                                        | 32    |        |
| 9. November     | Jack McCray                             | US-amerikanischer Impresario, Musiker und Autor              | 64    |        |
| 8. November     | Roger Hill                              | britischer Gitarrist                                         | 65    |        |
| 8. November     | Jimmy Norman                            | US-amerikanischer R&B-Sänger und Songwriter                  | 74    |        |
| 6. November     | Gordon Beck                             | britischer Pianist und Komponist                             | 75    |        |
| 6. November     | Gers Yowell                             | US-amerikanischer Saxophonist                                | 88    |        |
| 6. November     | Mito Loeffler                           | französischer Gitarrist                                      | 50    |        |
| vor 6. November | Reg Service                             | britischer Trompeter                                         | 93    |        |
| 5. November     | Maxime Lemercier                        | französischer Gitarrist                                      |       |        |
| 3. November     | Steven J. Freeman                       | US-amerikanischer Bassist                                    | 64    |        |
| 2. November     | Matt Michaels                           | US-amerikanischer Pianist und Hochschullehrer                | 79    |        |
| 2. November     | Papa Bue                                | dänischer Posaunist und Bandleader                           | 81    |        |
| 2. November     | Jos Willems                             | niederländischer Diskograf                                   |       |        |
| 1. November     | Christiane Legrand                      | französische Sängerin                                        | 81    |        |
| 1. November     | André Hodeir                            | französischer Autor, Arrangeur und Komponist                 | 90    |        |

## Dezember
| Tag          | Name                     | Herkunft/Beruf                                                               | Alter | Beleg  |
| ------------ | ------------------------ | ---------------------------------------------------------------------------- | ----- | ------ |
| 31. Dezember | Dave Savill              | britischer Trompeter und Sänger                                              |       |        |
| 29. Dezember | Reed Vaughan             | US-amerikanischer Schlagzeuger                                               | 75    |        |
| 28. Dezember | Larry Hamilton           | US-amerikanischer R&B-Musiker                                                | 60    |        |
| 27. Dezember | Betty Rhodes             | US-amerikanische Sängerin und Schauspielerin                                 | 89    |        |
| 27. Dezember | Christine Rosholt        | US-amerikanische Sängerin                                                    | 46    |        |
| 27. Dezember | Ray Reed                 | US-amerikanischer Sänger                                                     | ?     |        |
| 27. Dezember | Dan Terry                | US-amerikanischer Trompeter, Arrangeur und Bigband-Leader                    | 87    |        |
| 26. Dezember | Barbara Lea              | US-amerikanische Sängerin                                                    | 82    |        |
| 26. Dezember | Sam Rivers               | US-amerikanischer Saxophonist, Pianist und Flötist                           | 88    |        |
| 25. Dezember | Jim „Motorhead“ Sherwood | US-amerikanischer Saxophonist und Sänger                                     | 69    |        |
| 24. Dezember | Al Russell               | US-amerikanischer Pianist, Sänger und Bandleader                             | 90    |        |
| 20. Dezember | Clem DeRosa              | US-amerikanischer Schlagzeuger, Arrangeur, Orchesterleiter und Musikpädagoge | 86    |        |
| 20. Dezember | David Weir Tuttle        | US-amerikanischer Posaunist und Perkussionist                                | 85    |        |
| 18. Dezember | Ralph MacDonald          | US-amerikanischer Perkussionist und Songwriter                               | 67    |        |
| 18. Dezember | Johnny Silvo             | Britischer Sänger                                                            | 75    |        |
| 17. Dezember | John Bishop              | US-amerikanischer Gitarrist                                                  | 65    |        |
| 15. Dezember | Bob Brookmeyer           | US-amerikanischer Pianist und Posaunist                                      | 81    |        |
| 13. Dezember | Nicholas Bliss           | US-amerikanischer Trompeter                                                  | 90    |        |
| 14. Dezember | Jeanette McLeod          | schottische Sängerin                                                         | ≈65   | [ 12 ] |
| 14. Dezember | Gerald Sanfino           | US-amerikanischer Holzbläser                                                 | 91    |        |
| 13. Dezember | Nicholas G. Bliss        | US-amerikanischer Trompeter                                                  | 90    |        |
| 12. Dezember | Pupi Campo               | US-amerikanischer Bandleader und Perkussionist                               | 91    |        |
| 12. Dezember | Milly Ericson            | US-amerikanische Sängerin und Schauspielerin                                 | 82    |        |
| 12. Dezember | Paul West                | US-amerikanischer Pianist und Sänger                                         | 76    |        |
| 11. Dezember | Fritz Maldener           | deutscher Pianist, Musikproduzent und Komponist                              | 76    |        |
| 10. Dezember | Dong “Chris” Zamora      | philippinischer Gitarrist                                                    | 50    |        |
| 9. Dezember  | Philippe Bas             | französischer Pianist und Komponist                                          | 58    |        |
| 9. Dezember  | Jacques B. Hess          | französischer Bassist, Musikkritiker und -historiker                         | ≈85   |        |
| 9. Dezember  | Myra Taylor              | US-amerikanische Sängerin und Songwriterin                                   | 94    |        |
| 8. Dezember  | Johnny Glasel            | US-amerikanischer Trompeter                                                  | 81    | [ 13 ] |
| 8. Dezember  | Eddy House               | belgischer Saxophonist, Klarinettist, Komponist und Arrangeur                | 65    |        |
| 6. Dezember  | Paul Blair               | US-amerikanischer Journalist, Verleger und Reiseführer                       | 69    |        |
| 6. Dezember  | Dobie Gray               | US-amerikanischer Sänger und Songwriter (The 'In' Crowd)                     | 71    |        |
| 6. Dezember  | Jean Caryl Jefferson     | US-amerikanische Sängerin                                                    | 79    |        |
| 4. Dezember  | Hubert Sumlin            | US-amerikanischer Bluesgitarrist                                             | 80    |        |
| 3. Dezember  | Archie Cotterell         | britischer Pianist                                                           | 81    |        |
| 2. Dezember  | Selma Heraldo            | US-amerikanische Kuratorin des Louis Armstrong House Museum (Queens)         | 88    |        |
| 2. Dezember  | Bill Tapia               | US-amerikanischer Ukulele-Spieler                                            | 103   |        |
| 2. Dezember  | Howard Tate              | US-amerikanischer Sänger                                                     | 72    |        |
| 2. Dezember  | Al Vega                  | US-amerikanischer Pianist                                                    | 90    |        |

## Datum unbekannt
| Tag                           | Name                 | Herkunft/Beruf                                      | Alter | Beleg |
| ----------------------------- | -------------------- | --------------------------------------------------- | ----- | ----- |
| zwischen 20. und 25. November | Dereje Mekonnen      | äthiopischer Keyboarder, Arrangeur und Komponist    | 49    |       |
| vor 18. November              | Jean-Pierre Hartmann | Schweizer Posaunist                                 |       |       |
| vor 14. November              | Mike Watson          | britischer Gitarrist                                | 88    |       |
| vor 20. Oktober               | Bob Ewing            | australischer Bassist                               |       |       |
| Oktober                       | Gerryck King         | US-amerikanischer Schlagzeuger                      | ≈51   |       |
| Anfang September              | James W. Craig       | US-amerikanischer Pianist                           | 85    |       |
| Zwischen 22. und 24. Juni     | Larry Smith          | US-amerikanischer Radio-Diskjockey                  | 83    |       |
| 19. Mai bis 15. Juni          | Benoît Guerrée       | französischer Journalist (Jazz magazine)            | 35    |       |
| vor 11. Mai                   | Stanley Wright       | US-amerikanischer Bassist, Pianist und Schlagzeuger | 62    |       |
| vor 10. Februar               | Frank Robinson       | britischer Pianist                                  | 85    |       |
| Januar – Anfang Februar       | Gunnar Bergsten      | schwedischer Saxophonist                            | 65    |       |